# Amaranthus acanthochiton
Amaranthus acanthochiton es una especie de planta anual del género Amaranthus de la familia Amaranthaceae. Es originaria del sudoeste de Estados Unidos (Arizona, Nuevo México, Utah y Texas) y del norte mexicano (Chihuahua) y pueden crecer hasta en alturas de 1000 a 2000 m s. n. m.

## Descripción
Es una planta de ambos sexos  que crece de 10 a 80 cm de alto. Las hojas son finas, de 2 a 8 cm de largo y de 2 a 12 mm de ancho. Las flores son de un verde pálido, que salen de unas espigas. Las semillas son marrones, de 1-1,3 mm de diámetro, contenidas en un aquenio de unos 2-2,25 mm.
Se encuentra en peligro crítico en Utah, y en peligro en Arizona; sin embargo no hay un estado específico establecido.

## Usos
Las semillas y las hojas jóvenes eran usadas como alimento por los Hopi. Las semillas eran cocinadas como una especie de mazamorra.

## Taxonomía
Amaranthus acanthochiton fue descrito por J.D.Sauer  y publicado en Madroño 13(1): 44. 1955.
Etimología
amaranthus: nombre genérico que procede del griego amaranthos, que significa "flor que no se marchita".
acanthochiton: epíteto derivado de las palabras griegas: acantho, ακανϑα y chiton, χιτων que significa "cubierto de espinas".
sinonimia
- Acanthochiton wrightii Torr.[4]